# Біатлон на зимових Олімпійських іграх 1992 — естафета (жінки)
Жіноча біатлонна естафета в програмі зимових Олімпійських ігор 1992 відбулася 14 лютого. За регламентом вона складалася з трьох етапів по 7,5 км. На кожному етапі спортсменки виконували дві стрільби: у положенні лежачи та положенні стоячи.

## Медалісти
| Золото                                                | Срібло                                              | Бронза                                                               |
| Франція · Корінн Ніогре · Веронік Клодель · Анн Бріян | Німеччина · Уші Дізль · Антьє Мізерскі · Петра Шааф | Об'єднана команда · Олена Бєлова · Анфіса Рєзцова · Олена Мельникова |

## Результати
| Місце | Номер | Країна                                                         | Час                               | Штрафи (Л+С)    | Відставання |
| ----- | ----- | -------------------------------------------------------------- | --------------------------------- | --------------- | ----------- |
| 1     | 3     | Франція Корінн Ніогре Веронік Клодель Анн Бріян                | 1:15:55.6 25:54.7 25:30.7 24:30.2 | 0+0             | 0.0         |
| 2     | 2     | Німеччина Уші Дізль Антьє Мізерскі Петра Шааф                  | 1:16:18.4 26:33.7 24:28.9 25:15.8 | 1+0 0+0         | +22.8       |
| 3     | 8     | Об'єднана команда Олена Бєлова Анфіса Рєзцова Олена Мельникова | 1:16:54.6 26:21.9 24:33.5 25:59.2 | 1+1 0+1 1+0 0+0 | +59.0       |
| 4     | 7     | Болгарія Світлана Благоєва Надія Алексієва Іва Шкодрєва        | 1:18:54.8 25:58.9 26:33.1 26:22.8 | 0+0             | +2:59.2     |
| 5     | 4     | Фінляндія Марі Лампінен Туйя Сікіє Тергі Маркканен             | 1:20:17.8 26:40.9 26:29.1 27:07.8 | 0+0             | +4:22.2     |
| 6     | 14    | Швеція Крістіна Екланд Інгер Б'єркбом Мія Стадіг               | 1:20:56.6 27:49.7 26:30.9 26:36.0 | 0+0             | +5:01.0     |
| 7     | 1     | Норвегія Сігне Тростен Хільдегунн Фоссен Елін Крістіансен      | 1:21:20.0 26:48.0 27:48.3 26:43.7 | 1+0 0+0 1+0 0+0 | +5:24.4     |
| 8     | 5     | Чехословаччина Габріела Сувова Яна Кулхава Їржина Адамчикова   | 1:23:12.7 29:58.6 27:07.1 26:07.0 | 1+2 1+0 0+0     | +7:17.1     |
| 9     | 15    | Естонія Єлена Полякова Евелі Петерсон Кріста Лепік             | 1:23:16.2 27:29.6 28:38.2 27:08.4 | 0+1 0+0 0+1 0+0 | +7:20.6     |
| 10    | 9     | Румунія Адіна Шотропа Міхаела Кирстой Ілеана Іаношіу-Ханган    | 1:23:39.6 28:31.6 27:24.4 27:43.6 | 0+0             | +7:44.0     |
| 11    | 13    | Канада Ліз Мелох Миріам Бедар Джейн Ісаксон                    | 1:23:49.1 29:59.7 25:19.9 28:29.5 | 0+2 0+0         | +7:53.5     |
| 12    | 16    | КНР Ван Цзиньпін Лю Гюлань Сун Айцинь                          | 1:23:51.0 29:22.1 27:25.7 27:03.2 | 0+4 0+0         | +7:55.4     |
| 13    | 11    | Італія Еріка Каррара Моніка Швінгшакль Наталі Сантер           | 1:23:00.8 29:11.4 28:57.5 25:51.9 | 1+1 0+1 1+0 0+0 | +8:05.2     |
| 14    | 10    | Польща Агата Сушка Софія Кельпінська Галина Питонь             | 1:24:07.5 28:32.0 29:12.1 26:23.4 | 1+3 1+0 0+3 0+0 | +8:11.9     |
| 15    | 6     | США Ненсі Белл Джоан Сміт Мері Остергрен                       | 1:24:36.9 29:15.7 27:47.7 27:33.5 | 0+2 0+1 0+0 0+1 | +8:41.3     |
| 16    | 12    | Угорщина Бріджитта Берецкі Каталін Ціфра Беатріс Холеці        | 1:31:31.1 30:30.7 29:37.2 31:23.2 | 0+3 0+0         | +15:35.5    |